# 红粉世家
《红粉世家》是一部2004年首播的中国大陆民国偶像剧，改编自民国著名作家张恨水所著长篇小说《满江红》。该剧由中国国际电视总公司影视事业部出品，知名导演李大为执导，并由佟大为、孙俪、周显欣、潘虹、朱晓渔、郭晓冬、杨幂、牛萌萌等领衔主演。全剧以民国时期为背景，讲述了秦淮河边一个青年画家和一个歌女感人至深、荡气回肠的爱情故事。
本剧于2003年9月5日在上海大观园正式开机，历时四个月拍摄后至次年1月5日杀青关机。2004年9月15日，该剧在中央电视台电视剧频道（CCTV-8）黄金档全国首播。
本剧的姐妹篇为2003年电视剧《金粉世家》和2006年电视剧《香粉传奇》，三剧合称导演李大为的“世家三部曲”系列。

## 主要演员
- 佟大为 饰 水村
- 孙俪 饰 李桃枝
- 周显欣 饰 苏琪
- 杨幂 饰 李小桃（桃枝之妹）
- 潘虹 饰 李袁梅（桃枝、小桃之母）
- 郭晓冬 饰 梁秋山
- 朱晓渔 饰 莫新野
- 牛萌萌 饰 玲子
- 陈婷 饰 紫烟

## 片中曲目
- 片头曲：《花恋火》
  - 主唱：应豪
- 片尾曲：《红粉》 
  - 主唱：韦嘉